# Lijst van Franse ministers van Cultuur en Communicatie
Dit is een lijst van Franse ministers van Cultuur en Communicatie

## Ministers van Cultuur en Communicatie (1974–heden)
| Staatssecretaris voor Cultuur en Communicatie | Staatssecretaris voor Cultuur en Communicatie | Staatssecretaris voor Cultuur en Communicatie | Ambtstermijn          | Ambtstermijn     | Partij(en)       | Premier(s)                       | Kabinet(en)                                 | Overige functie(s)                                      |
| --------------------------------------------- | --------------------------------------------- | --------------------------------------------- | --------------------- | ---------------- | ---------------- | -------------------------------- | ------------------------------------------- | ------------------------------------------------------- |
|                                               |                                               | Michel Guy (1927–1990)                        | 8 juni 1974           | 26 augustus 1976 | DVD              | Jacques Chirac (1974–1976)       | Chirac I                                    |                                                         |
|                                               | Françoise Giroud                              | Françoise Giroud (1916–2003)                  | 26 augustus 1976      | 30 maart 1977    | PRV              | Raymond Barre (1976–1981)        | Barre I                                     |                                                         |
| Minister van Cultuur en Communicatie          | Minister van Cultuur en Communicatie          | Minister van Cultuur en Communicatie          | Ambtstermijn          | Ambtstermijn     | Partij(en)       | Premier(s)                       | Kabinet(en)                                 | Overige functie(s)                                      |
|                                               | Alain Madelin                                 | Michel d'Ornano (1924–1991)                   | 30 maart 1977         | 5 april 1978     | RI (1977–78)     | Raymond Barre (1976–1981)        | Barre II                                    | Minister van Milieu                                     |
|                                               | Alain Madelin                                 | Michel d'Ornano (1924–1991)                   | 30 maart 1977         | 5 april 1978     | UDF (1978)       | Raymond Barre (1976–1981)        | Barre II                                    | Minister van Milieu                                     |
|                                               |                                               | Jean- Philippe Lecat (1935–2011)              | 5 april 1978          | 4 maart 1981     | RPR              | Raymond Barre (1976–1981)        | Barre III                                   |                                                         |
|                                               | Alain Madelin                                 | Michel d'Ornano (1924–1991)                   | 4 maart 1981          | 21 mei 1981      | UDF              | Raymond Barre (1976–1981)        | Barre III                                   | Minister van Milieu                                     |
| Minister van Cultuur en Communicatie          | Minister van Cultuur en Communicatie          | Minister van Cultuur en Communicatie          | Ambtstermijn          | Ambtstermijn     | Partij(en)       | Premier(s)                       | Kabinet(en)                                 | Overige functie(s)                                      |
|                                               | Jack Lang                                     | Jack Lang (1939)                              | 21 mei 1981           | 23 maart 1983    | PS               | Pierre Mauroy (1981–1984)        | Mauroy I                                    |                                                         |
| Mauroy II                                     | Jack Lang                                     | Jack Lang (1939)                              | 21 mei 1981           | 23 maart 1983    | PS               | Pierre Mauroy (1981–1984)        |                                             |                                                         |
| Viceminister voor Cultuur en Communicatie     | Viceminister voor Cultuur en Communicatie     | Viceminister voor Cultuur en Communicatie     | Ambtstermijn          | Ambtstermijn     | Partij(en)       | Premier(s)                       | Kabinet(en)                                 | Overige functie(s)                                      |
|                                               | Jack Lang                                     | Jack Lang (1939)                              | 23 maart 1983         | 8 december 1984  | PS               | Pierre Mauroy (1981–1984)        | Mauroy III                                  |                                                         |
| Laurent Fabius (1984–1986)                    | Jack Lang                                     | Jack Lang (1939)                              | 23 maart 1983         | 8 december 1984  | PS               | Fabius                           |                                             |                                                         |
| Minister van Cultuur en Communicatie          | Minister van Cultuur en Communicatie          | Minister van Cultuur en Communicatie          | Ambtstermijn          | Ambtstermijn     | Partij(en)       | Premier(s)                       | Kabinet(en)                                 | Overige functie(s)                                      |
|                                               | Jack Lang                                     | Jack Lang (1939)                              | 8 december 1984       | 20 maart 1986    | PS               | Laurent Fabius (1984–1986)       | Fabius                                      |                                                         |
|                                               | François Léotard                              | François Léotard (1942)                       | 20 maart 1986         | 10 mei 1988      | UDF              | Jacques Chirac (1986–1988)       | Chirac II                                   |                                                         |
|                                               | Jack Lang                                     | Jack Lang (1939)                              | 10 mei 1988           | 29 maart 1993    | PS               | Michel Rocard (1988–1991)        | Rocard I                                    |                                                         |
| Rocard II                                     | Jack Lang                                     | Jack Lang (1939)                              | 10 mei 1988           | 29 maart 1993    | PS               | Michel Rocard (1988–1991)        |                                             |                                                         |
| Édith Cresson (1991–1992)                     | Jack Lang                                     | Jack Lang (1939)                              | 10 mei 1988           | 29 maart 1993    | PS               | Cresson                          | Regerings- woordvoerder                     |                                                         |
| Pierre Bérégovoy (1992–1993)                  | Jack Lang                                     | Jack Lang (1939)                              | 10 mei 1988           | 29 maart 1993    | PS               | Bérégovoy                        | Minister van Staat / Minister van Onderwijs |                                                         |
| Minister van Cultuur                          | Minister van Cultuur                          | Minister van Cultuur                          | Ambtstermijn          | Ambtstermijn     | Partij(en)       | Premier(s)                       | Kabinet(en)                                 | Overige functie(s)                                      |
|                                               | Jacques Toubon                                | Jacques Toubon (1941)                         | 29 maart 1993         | 17 mei 1995      | PRP              | Édouard Balladur (1993–1995)     | Balladur                                    |                                                         |
| Minister van Communicatie                     | Minister van Communicatie                     | Minister van Communicatie                     | Ambtstermijn          | Ambtstermijn     | Partij(en)       | Premier(s)                       | Kabinet(en)                                 | Overige functie(s)                                      |
|                                               | Alain Carignon                                | Alain Carignon (1949)                         | 29 maart 1993         | 19 juli 1994     | PRP              | Édouard Balladur (1993–1995)     | Balladur                                    |                                                         |
|                                               | Nicolas Sarközy                               | Nicolas Sarkozy (1955)                        | 19 juli 1994          | 17 mei 1995      | PRP              | Édouard Balladur (1993–1995)     | Balladur                                    | Minister voor Begrotingszaken / Regerings- woordvoerder |
| Minister van Cultuur en Communicatie          | Minister van Cultuur en Communicatie          | Minister van Cultuur en Communicatie          | Ambtstermijn          | Ambtstermijn     | Partij(en)       | Premier(s)                       | Kabinet(en)                                 | Overige functie(s)                                      |
|                                               | Philippe Douste-Blazy                         | Philippe Douste-Blazy (1953)                  | 17 mei 1995           | 3 juni 1997      | UDF              | Alain Juppé (1995–1997)          | Juppé I                                     |                                                         |
| Juppé II                                      | Philippe Douste-Blazy                         | Philippe Douste-Blazy (1953)                  | 17 mei 1995           | 3 juni 1997      | UDF              | Alain Juppé (1995–1997)          |                                             |                                                         |
|                                               | Catherine Trautmann                           | Catherine Trautmann (1951)                    | 3 juni 1997           | 27 maart 2000    | PS               | Lionel Jospin (1997–2002)        | Jospin                                      | Regerings- woordvoerder                                 |
|                                               | Catherine Tasca                               | Catherine Tasca (1941)                        | 3 juni 1997           | 6 mei 2002       | PS               | Lionel Jospin (1997–2002)        | Jospin                                      |                                                         |
|                                               | Jean-Jacques Aillagon                         | Jean- Jacques Aillagon (1946)                 | 6 mei 2002            | 31 maart 2004    | PRP (2002)       | Jean-Pierre Raffarin (2002–2005) | Raffarin I                                  |                                                         |
| UMP (2002–05)                                 | Jean-Jacques Aillagon                         | Jean- Jacques Aillagon (1946)                 | 6 mei 2002            | 31 maart 2004    | Raffarin II      | Jean-Pierre Raffarin (2002–2005) |                                             |                                                         |
|                                               | Renaud Donnedieu de Vabres                    | Renaud Donnedieu de Vabres (1954)             | 31 maart 2004         | 16 mei 2007      | UMP              | Jean-Pierre Raffarin (2002–2005) | Raffarin III                                |                                                         |
| Dominique de Villepin (2005–2007)             | Renaud Donnedieu de Vabres                    | Renaud Donnedieu de Vabres (1954)             | 31 maart 2004         | 16 mei 2007      | UMP              | de Villepin                      |                                             |                                                         |
|                                               | Christine Albanel                             | Christine Albanel (1955)                      | 16 mei 2007           | 23 juni 2009     | UMP              | François Fillon (2007–2012)      | Fillon I                                    |                                                         |
| Fillon II                                     | Christine Albanel                             | Christine Albanel (1955)                      | 16 mei 2007           | 23 juni 2009     | UMP              | François Fillon (2007–2012)      |                                             |                                                         |
|                                               | Frédéric Mitterrand                           | Frédéric Mitterrand (1947–2024)               | 23 juni 2009          | 16 mei 2012      | DVG              | François Fillon (2007–2012)      |                                             |                                                         |
| Fillon III                                    | Frédéric Mitterrand                           | Frédéric Mitterrand (1947–2024)               | 23 juni 2009          | 16 mei 2012      | DVG              | François Fillon (2007–2012)      |                                             |                                                         |
|                                               | Aurélie Filippetti                            | Aurélie Filippetti (1973)                     | 15 mei 2012           | 26 augustus 2014 | PS               | Jean-Marc Ayrault (2012–2014)    | Ayrault I                                   |                                                         |
| Ayrault II                                    | Aurélie Filippetti                            | Aurélie Filippetti (1973)                     | 15 mei 2012           | 26 augustus 2014 | PS               | Jean-Marc Ayrault (2012–2014)    |                                             |                                                         |
| Manuel Valls (2014–2016)                      | Aurélie Filippetti                            | Aurélie Filippetti (1973)                     | 15 mei 2012           | 26 augustus 2014 | PS               | Valls I                          |                                             |                                                         |
| Manuel Valls (2014–2016)                      |                                               | Fleur Pellerin                                | Fleur Pellerin (1973) | 26 augustus 2014 | 11 februari 2016 | PS                               | Valls II                                    |                                                         |
| Manuel Valls (2014–2016)                      |                                               | Audrey Azoulay                                | Audrey Azoulay (1972) | 11 februari 2016 | 14 mei 2017      | PS                               | Valls II                                    |                                                         |
| Bernard Cazeneuve (2016–2017)                 | Cazeneuve                                     | Audrey Azoulay                                | Audrey Azoulay (1972) | 11 februari 2016 | 14 mei 2017      | PS                               |                                             |                                                         |
|                                               | Françoise Nyssen                              | Françoise Nyssen (1951)                       | 14 mei 2017           | 16 oktober 2018  | DVG              | Édouard Philippe (2017–20)       | Philippe I                                  |                                                         |
| Philippe II                                   | Françoise Nyssen                              | Françoise Nyssen (1951)                       | 14 mei 2017           | 16 oktober 2018  | DVG              | Édouard Philippe (2017–20)       |                                             |                                                         |
|                                               | Franck Riester                                | Franck Riester (1974)                         | 16 oktober 2018       | 3 juli 2020      | AG               | Édouard Philippe (2017–20)       |                                             |                                                         |
|                                               | Roselyne Bachelot                             | Roselyne Bachelot (1946)                      | 3 juli 2020           | 20 mei 2022      | DVD              | Jean Castex (2020–2022)          | Castex                                      |                                                         |
|                                               | Rima Abdul Malak                              | Rima Abdul Malak (1979)                       | 20 mei 2022           | heden            | DVG              | Élisabeth Borne (2022–heden)     | Borne                                       |                                                         |